# ارکیده‌ها
ارکیده‌ها (به انگلیسی: ORQUÍDEAS) چهارمین آلبوم استودیویی و دومین آلبوم اسپانیایی‌زبان از خواننده-ترانه‌پرداز آمریکایی کالی اوچیس می‌باشد که در ۱۲ ژانویهٔ سال ۲۰۲۴ از سوی گفن رکوردز منتشر گردید. کالی اوچیس در این آلبوم با خوانندگانی نظیر پسو پلوما، ال الفا، جی‌تی، کارول جی و رئو الهاندرو همکاری کرده‌است.

## ارکیده‌ها بخش ۲
ارکیده‌ها بخش ۲ (به انگلیسی: Orquídeas Parte 2) نسخهٔ چاپ مجدد ارکیده‌ها می‌باشد که نزدیک ۷ ماه پس از انتشار آلبوم اصلی، در ۹ اوت سال ۲۰۲۴ از سوی کپیتال رکوردز منتشر گردید. اوچیس طی یک مصاحبه با کررل در آوریل سال ۲۰۲۴ خاطر نشان کرده بود که دوست دارد با دموهای باقی‌ماندهٔ این آلبوم یک نسخهٔ بسازد. اوچیس در اوت سال ۲۰۲۴ می‌گفت این آلبوم را با سه ترانه که در آلبوم اصلی قرار ندارند و همچنین ریمیکس ترانهٔ «جوان، پول‌دار و عاشق» با کایتراندا، از نو منتشر خواهد کرد.